# John Thomas Folda
John Thomas Folda (Omaha, Nebraska, EUA, 8 de agosto de 1961) é um ministro americano e bispo de Fargo.
John Folda recebeu o Sacramento da Ordem em 27 de maio de 1989 do Bispo de Lincoln, Glennon Patrick Flavin.
Em 8 de abril de 2013, o Papa Francisco o nomeou Bispo de Fargo. Ele foi ordenado bispo pelo Arcebispo de São Paulo e Minneapolis, John Clayton Nienstedt, em 19 de junho de 2013. Co-consagradores foram o Arcebispo de Denver, Samuel Joseph Aquila, e o Bispo de Lincoln, James Douglas Conley.